# 競馬エース
競馬エース（けいばエース）は、日本の競馬新聞。愛知県弥富市に本社を置くエースメディア株式会社が発行している。

## 概要
エースメディアは、東海地方の地方競馬（名古屋競馬・笠松競馬）を対象とした専門紙「競馬エース」・「競馬東海」の発行を主な業務としている。東海地区で地方競馬専門紙を発行しているのは2025年（令和7年）現在同社のみであり、事実上市場を独占している。
かつては地方競馬専門紙として「競新」も発行していた。「競新」の休刊については「売れない新聞を削って経費を減らすためにやったわけではない」「東海地区は年末年始に名古屋・笠松のダブル開催があり、3紙を発行すると毎日6種類の新聞を1社から出さなければならず手に負えなかった」と当時の編集長がその事情を明かしており、「いずれ復刊させたい」とも語っていたが、2020年（令和2年）現在復刊には至っていない。
一時期、月刊誌として「競馬エース」を発行しており、東海地区のほか、1ヶ月間に開催された金沢競馬場・春木競馬場のレース結果についても掲載していたが、やがて廃刊となった。
また、中央競馬専門紙「競馬ファン」の発行も手がけていたが（中央競馬専門紙としては唯一名古屋を拠点としていた）、2009年（平成21年）3月29日付をもって「競馬ファン」は休刊された。

## 沿革
- 1968年（昭和43年）  - 「競馬エース」創刊。
- 1973年（昭和48年） - 「競馬ファン」の発行元を買収し、株式会社競馬ファン設立。
- 1989年（平成元年）9月5日 - 株式会社競馬エース設立。
- 1991年（平成 3年） 1月 - 競馬エースが「競新」を吸収合併。
- 2002年（平成14年） 7月 - 競馬エースが「競馬東海」を吸収合併。
- 2003年（平成15年）12月 - 「競新」休刊。
- 2004年（平成16年） - 株式会社競馬エース・株式会社競馬ファンの2社が合併し「株式会社競馬エース」となる。
- 2009年（平成21年）3月29日 - 「競馬ファン」休刊。
- 2020年（令和2年）7月31日 - 株式会社組版技工を吸収合併し、同時に「エースメディア株式会社」に商号変更。
- 2022年（令和4年）5月2日 - 愛知県名古屋市港区須成町から、同年4月に愛知県弥富市の弥富トレーニングセンターに移転した名古屋競馬場内に本社を移転。

## 姉妹紙
- 福山エース（福山競馬）